# Gate Tower
Pour les articles homonymes, voir Gate.

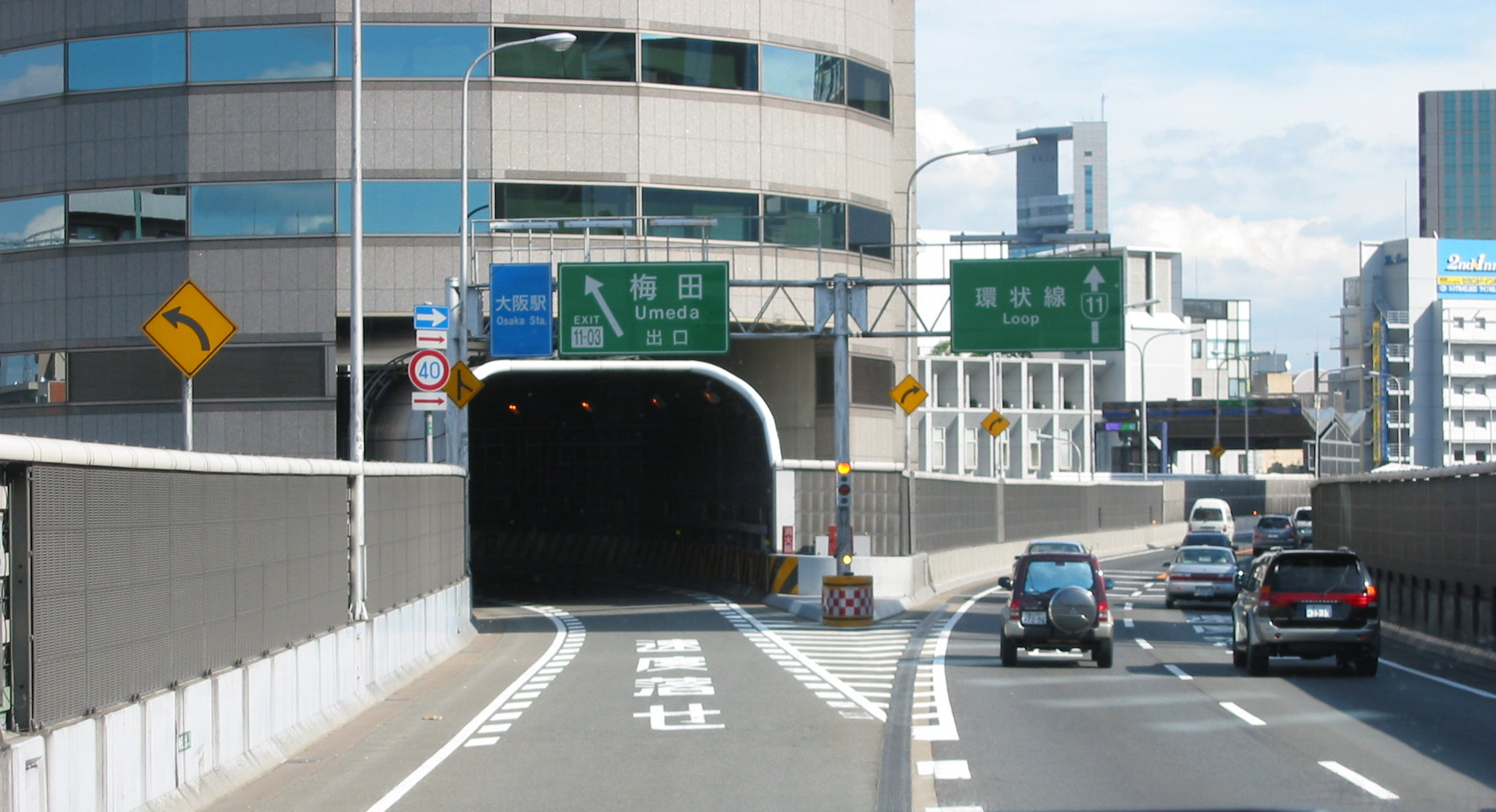
Sortie vers Umeda

La Gate Tower (ゲートタワービル, gēto tawā biru) est un immeuble de bureaux de 16 étages dans l'arrondissement Fukushima-ku, d'Osaka, au Japon. Ce bâtiment est connu du fait qu'il est traversé, entre ses cinquième et septième étages, par une bretelle d'autoroute.

## Aperçu
Le bâtiment dispose d'une double construction de base, avec une section transversale circulaire. La bretelle de sortie de la Route Ikeda des autoroutes Hanshin traverse en partie ses cinquième et septième étages ; la compagnie autoroutière est locataire de ces étages. Un ascenseur passe à travers ces étages, sans arrêt. L'autoroute n'est pas en contact avec le bâtiment. Elle le traverse par un pont, qui est maintenu en place par des soutiens à côté du bâtiment. La route est entourée par une structure qui protège le bâtiment contre le bruit et les vibrations. Le toit de l'immeuble dispose également d'un héliport.

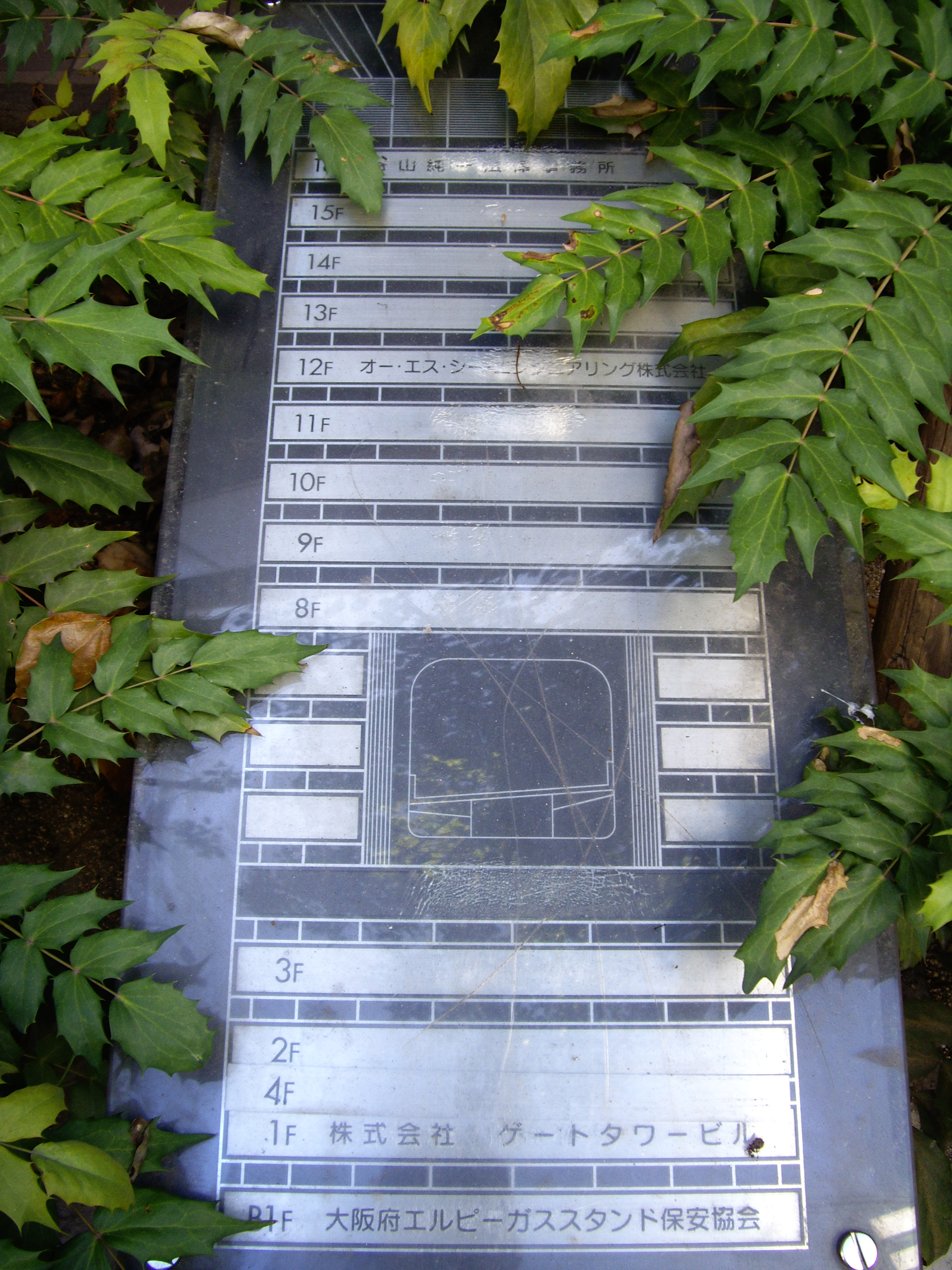
Plan de l’intérieur de la Gate Tower

## Histoire
Un marchand de bois et de charbon était propriétaire de la parcelle de terrain depuis le début de l'ère Meiji, mais son appauvrissement a entraîné la détérioration de ses bâtiments. En 1983, le réaménagement de la zone a été approuvé, mais les permis de construire ont été refusés parce que la route était déjà prévue. Les titulaires des droits de propriété ont refusé d'abandonner leur terrain, et ont négocié avec la société Hanshin Expressway pendant environ cinq ans pour parvenir à la solution actuelle,. L'immeuble est livré en 1992.

## Caractéristiques
- Adresse : 5-4-21 Fukushima, Fukushima-ku, Ōsaka, Préfecture d'Ōsaka
- Achèvement : 1992
- Surface du terrain : 2 353 m2
- Zone de Construction : 760 m2
- Superficie totale : 7 956 m2
- Structure : béton armé et en partie cadre en acier
- Hauteur : 71,9 m
- Nombre d'étages : 16 étages au dessus du sol, deux étages souterrains et un demi-étage utilisé pour les machines des ascenseurs
- Utilisation : immeuble de bureaux
- Client : Suezawa Sangyo Co. Ltd.
- Architectes : Azusa Sekkei et Yamamoto-Nishihara Kenchiku Sekkei Jimushō
- Constructeur : Satô Kōgyō Co. Ltd.